# Вулиця Островського (Мелітополь)
Вулиця Островського — вулиця в Мелітополі. Починається від Інтеркультурної вулиці і йде околицею міста вздовж всього району Новий Мелітополь. Забудована приватними будинками тільки з одного боку. Вулиця складається з двох окремих проїжджих частин: одна забезпечує під'їзд до житлових будинків, по другій проходить дорога, що пов'язує Новий Мелітополь з Південним Переїздом (перетином Каховського шосе з залізницею).
Вулиця вперше згадується 17 січня 1939.